# 京都文化日本語学校
京都文化日本語学校（きょうとぶんかにほんごがっこう）は京都市にある日本語学校。1969年に設立され、2013年からは学校法人瓜生山学園が運営する。同じ法人の京都造形芸術大学などへ進学するための講座も開いている。所在地は京都府京都市左京区北白川瓜生山2-116。